# Halide
Halide è un linguaggio di programmazione di dominio specifico (DSL) progettato per l'elaborazione digitale delle immagini e l'elaborazione numerica dei segnali che consente di sfruttare nativamente località della memoria, vettorizzazione, calcolo parallelo su CPU, DSP e GPU.

## Caratteristiche
Halide non è un linguaggio stand-alone e non ha una propria sintassi. Un programma in Halide (chiamato pipeline) è definito tramite un'API in C++. Le funzioni di tale API consentono di costruire dinamicamente una rappresentazione di una pipeline in memoria, che può essere compilata just-in-time (JIT) oppure compilata in un file oggetto.
Caratteristica saliente di Halide è la separazione tra l'algoritmo, ovvero la logica del programma implementato, e lo scheduling usato per la sua esecuzione, ovvero il modo in cui le diverse parti sono eseguite in maniera sequenziale o parallela. Mentre in un linguaggio di programmazione tradizionale questi due aspetti sono interconnessi nella struttura del codice sorgente, Halide ha dei costrutti che permettono di specificare separatamente la logica dell'algoritmo e il suo scheduling di esecuzione.
Tra i vantaggi di questo approccio vi sono portabilità, in quanto un'unica implementazione dell'algoritmo può essere transpilata per diverse piattaforme hardware e API, semplificazione dell'implementazione, in quanto la cui logica di un algoritmo è implementata in maniera funzionale e non è mischiata con costrutti specifici alla sua struttura di esecuzione, e la possibilità di ottenere implementazioni ottimizzate in maniera automatica, senza richiedere conoscenza specifica dell'architettura e dell'API delle piattaforme di destinazione da parte del programmatore o della programmatrice.
Halide supporta nativamente l'emissione di codice oggetto per diverse architetture CPU, tra le quali x86-64, ARM, MIPS, Hexagon, PowerPC e RISC-V, e diverse interfacce GPU, tra le quali CUDA, OpenCL, shader OpenGL, Metal e DirectX. I sistemi operativi supportati includono Linux, Windows, macOS, Android e iOS.

## Esempio
La seguente funzione implementa un box filter con un kernel di dimensione {\displaystyle 3\times 3}, decomposto in due passi di dimensione {\displaystyle 3\times 1} e {\displaystyle 1\times 3} rispettivamente.
```
Halide
::
Func
 
blur_3x3
(
Halide
::
Func
 
input
)
 
{

  
Halide
::
Func
 
blur_x
,
 
blur_y
;

  
Halide
::
Var
 
x
,
 
y
,
 
xi
,
 
yi
;

  
// Le seguenti due righe definiscono la logica dell'algoritmo

  
// Ciascuna delle due righe definisce uno dei due passi

  
blur_x
(
x
,
 
y
)
 
=
 
(
input
(
x
-1
,
 
y
)
 
+
 
input
(
x
,
 
y
)
 
+
 
input
(
x
+
1
,
 
y
))
/
3
;

  
blur_y
(
x
,
 
y
)
 
=
 
(
blur_x
(
x
,
 
y
-1
)
 
+
 
blur_x
(
x
,
 
y
)
 
+
 
blur_x
(
x
,
 
y
+
1
))
/
3
;

  
// Il seguente codice definisce lo scheduling dell'algoritmo

  
// L'esecuzione prevede tiling, vettorizzazione lungo l'asse x, e esecuzione parallela lungo l'asse y

  
blur_y
.
tile
(
x
,
 
y
,
 
xi
,
 
yi
,
 
256
,
 
32
)

        
.
vectorize
(
xi
,
 
8
).
parallel
(
y
);

  
blur_x
.
compute_at
(
blur_y
,
 
x
).
vectorize
(
x
,
 
8
);

  
return
 
blur_y
;

}

```

## Applicazioni
Google ha usato Halide nell'implementazione della camera pipeline dei telefoni Google Pixel. Adobe usa Halide nell'implementazione di Photoshop. Google e Adobe hanno contribuito alla ricerca alla base di Halide.